# グリード (1924年の映画)
『グリード』（Greed）は1924年公開のアメリカのサイレント映画。原作はフランク・ノリスの小説『死の谷 マクティーグ（マクティーグ サンフランシスコの物語）』。監督はエリッヒ・フォン・シュトロハイム。
この時代としては珍しく全てロケーション撮影され、しかも撮ったフィルムは85時間もあった。ラストシーンのデスヴァレーでの撮影だけで2ヶ月を費やし、病気になったスタッフ・役者もいた。技術的には、パンフォーカス撮影やセルゲイ・エイゼンシュテインに代表されるソビエト・モンタージュ理論に沿った編集といった洗練された映画テクニックを使った。内容的には、シュトロハイムはこの作品を、エミール・ゾラの自然主義小説『獣人』のように環境と遺伝によって運命づけられた人々が織りなすギリシア悲劇、と考えていた。
編集途中で制作会社であるゴールドウィン・ピクチャーズがメトロ・ゴールドウィン・メイヤーに吸収合併され、数年前にユニバーサル・ピクチャーズでシュトロハイムをクビにしたアーヴィング・タルバーグがポストプロダクションを仕切った。8時間近くあったオリジナル版はシュトロハイムの意向を無視して約2時間半に編集し直された。オリジナル版を見たのはたった12人で、これまでに作られた映画の中でも最高の映画と言う者もいるが、現存していない。後にシュトロハイムは『グリード』は自分の作品でももっとも思い通りのことが実現できた作品で、スタジオによる再編集には公私ともに傷ついたと語っている。
映画アーカイビストたちから「聖杯」とも呼ばれるオリジナル版だが、たびたび発見されたと嘘の情報が流れている。1999年、ターナー・エンターテインメントは残っていたスチル写真を使用して4時間の再構成版を完成させた。公開当時は批評も興行もさんざんだったが、1950年代から再評価され、今では映画史上最高の映画の一本とみなされている。

## あらすじ
1908年、マクティーグはカリフォルニアの北斗七星金鉱採掘場で働く鉱夫だった。飲んだくれの父親に似た息子の将来を案じた母親は、巡回してきた偽医者のポッターに息子を託す。
数年後、マクティーグは独立して、サンフランシスコで歯医者を経営している。そこに親友のマーカスが従兄妹で許嫁のトリナを歯の治療のために連れてくる。女性とあまり接したことのないマクティーグはたちまちトリナに恋をし、父親の血であろうか、治療中にトリナに接吻をしてしまう。
マクティーグはマーカスにトリナを譲ってほしいと頼む。マーカスは驚くが、侠気からトリナを譲り、さらにトリナには富くじを与える。
マクティーグとトリナは結婚することになる。そこに、富くじが当選したとの報せ。トリナは5000ドルの金貨を手に入れる。しかし、それが３人の運命を狂わせることになる……。

### カットされたエピソード
オリジナル版から2つのエピソードがカットされている。
一つは、マクティーグの歯科医院で働く掃除婦で、マーカスに富くじを売るメキシコ人女性マリアの話。マリアは純金のダイニングセットを夢見て、屑屋のザーコウとそのことを話している。ザーコウはマリアがそれを持っているものと勘違いして結婚するが、それは見つからず、ザーコウはマリアが嘘をついてると思い込み、彼女を殺し、サンフランシスコ湾に身投げする、というもの。
もう一つは、獣医グラニスとミス・ベイカーのエピソード。二人はマクティーグ夫妻と同じアパートの隣同士に住んでいるが、顔を合わせることはなく、壁越しに声を聞いている間柄。しかし、グラニスがトリナと同額の大金を得た後に、二人は部屋の境を取り払い結婚する。

## キャスト

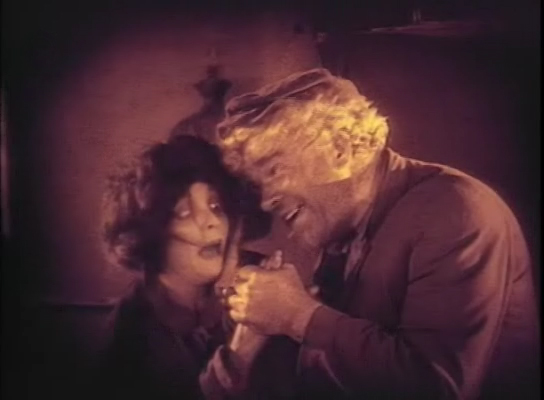
ザス・ピッツ（右）とギブソン・ゴーランド

- マクティーグ - ギブソン・ゴーランド（英語版）
- トリナ - ザス・ピッツ
- マーカス - ジーン・ハーショルト
- マクティーグの父 - ジャック・カーティス
- マクティーグの母 - テンプ・ピゴット
- トリナの父 - チェスター・コンクリン
- トリナの母 - シルヴィア・アッシュトン
- マリア - デール・フラー
- ザーコウ - チェザーレ・グラヴィナ
- グラニス - フランク・ヘイズ
- ミス・ベイカー - ファニー・ミドグレイ

## 制作

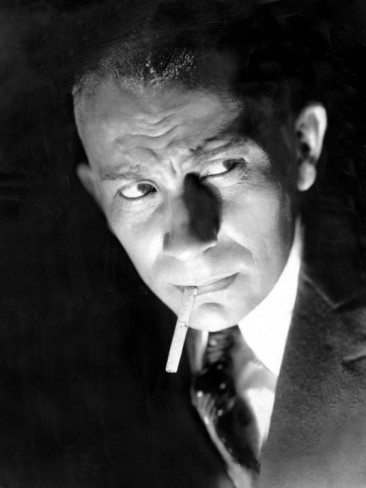
エーリッヒ・フォン・シュトロハイム（1920年）。『マクティーグ』の映画化を記者に語った頃

原作はフランク・ノリスの小説『死の谷 マクティーグ）』（1899年）。シュトロハイムは1920年1月の時点で、この小説を映画化したいとジャーナリストの一人に話していた。シュトロハイムは1910年代前半にサンフランシスコに住んでいて、この小説の登場人物たちに近い貧乏暮らしをしていた。
1922年10月6日、ユニバーサル・スタジオで『愚なる妻』『メリー・ゴー・ラウンド』を監督後、タルバーグから解雇されたシュトロハイムだったが、翌11月20日にゴールドウィン・ピクチャーズと1年で3本撮る契約を結んだ。１本あたり4,500〜8,500フィート、製作費は175,000ドル以下、14週で完成、報酬は30,000ドル。他のスタジオからの誘いもあったが、芸術的自由を求めてそこを選んだ。プロデューサーのエイブ・レアーは「監督は各自、自分の特性・個性を活かすべく好きなスタッフを選び、施設を使っていい」と約束した。
レアーとしては莫大な予算をかけて『メリー・ゴー・ラウンド』のようなオペレッタ映画を撮らせるつもりだった。しかし、シュトロハイムはレアーを説得して、低予算で『グリード』を撮ることを認めさせた。1923年のプレスリリースには、「これまでのように巨大セットに惜しみなく金をかけるくらいなら、セットはまったく使わないと（シュトロハイムは）改心（あるいは放棄）したようだ」と書かれている。
シュトロハイムは、カメラの動き、構図、色合いの指示まで細かく書き込んだ300ページに及ぶ脚本を書き上げた。ノリスの小説から反ユダヤ主義を除去し、原作にはなかったマクティーグのファーストネームを作った。また時代設定も原作から四半世紀後の1908年から1923年までとした。実は『マクティーグ』は一度映画化されたことがあった。William A. BradyのWorld Pictures製作、ホルブルック・ブリン主演の短編『McTeague（Life's Whirlpool）』（1916年）である。批評家の評価は低く、シュトロハイムはブリンの演技を批判していた。映画史家ケヴィン・ブラウンローによれば、この映画もデスヴァレーで撮影されたそうである。
シュトロハイムは映画会社の重役たちに忖度などしない完璧主義者で、ディテールまでこだわることで知られていた 。製作にあたって、シュトロハイムは市井の人々をリアルに描いた映画を目指し、蠱惑的でハッピーエンドで上流階級の人間が登場するハリウッドらしい映画は作らないと述べている。
1923年1月初旬、シュトロハイムは映画の舞台となるサンフランシスコに到着すると人々の暮らしぶりを間近で見、原作者フランク・ノリスの友人たち、さらにハリスの弟で小説家のチャールズ・ギルマン・ノリス、従兄妹でやはり小説家のキャスリーン・ノリス（彼女はチャールズの妻でもあった）と面会して話を聞いた。ロケハンも行い、小説に登場するシエラネバダ山脈、アイオワ・ヒルの北斗七星金鉱採掘場、デスヴァレー、クリフハウスおよびサンフランシスコ湾での撮影を主張し、いくつかは実現した。
マクティーグの歯科医院についても原作のポルク・ストリート（とカリフォルニア・ストリートが交差するあたり）にある建物の２階を借り、酒場や軽食堂もその近くから見つけた。原作に書かれた場所の多くは1906年のサンフランシスコ地震で破壊されていたため、ヘイズ・ストリートとラグーナ・ストリートではぴったりのロケ場所を見つけることが叶わなかった。酒場にしろ肉屋にしろ掘っ建て小屋にしろ、セットを作らずロケで済ませたことで、美術費は節約することができた。
シュトロハイムの完璧主義から長大な台本があがったにもかかわらず、ゴールドウィン社は許した。プロダクションマネージャーのJ・J・コーンはそのことについて「時が来れば彼をコントロールできるとタカをくくっていた」からだと後に語っている。

### 配役
ジーン・ハーショルトを除くと、主な俳優は皆「Stroheim Stock Company」と呼ばれるシュトロハイム映画の常連たちだった。
マクティーグ役のギブソン・ゴーランドはイギリスの俳優で、シュトロハイムとは『アルプス颪』（1919年）で仕事をしていた。
ヒロインのトリナ役は難航した。クレア・ウィンザー、コリーン・ムーアをシュトロハイムが立て続けに拒否。土壇場でザス・ピッツに決まった。ピッツはそれまでコミカルな役しか演ったことがなく、シリアスな芝居をするのは『グリード』が初めてだった。シュトロハイムはその後もピッツを『結婚行進曲』（1928年）、『Hello, Sister!』（1933年）で起用。シュトロハイムはビッツのことを「米映画史上最高の精神病理的女優」で、「彼女は喜劇でなく悲劇でこそ最高の演技をする」と評価している。
マーカス役のジーン・ハーショルトは、当初シュトロハイムは難色を示したが、ハーショルトが外見をマーカスに似せた見せたことで、シュトロハイムは考えを改めた。他の役者とともにポール・ アイヴァノの撮影でスクリーン・テストをしている映像は、映画『売られ行く魂』（1923年）の中に収められている。

### 撮影
撮影は1923年3月13日、サンフランシスコでクランクインし、6月下旬に終了した。撮影開始3日後、レアーは予算を当初の予定の2倍の347,000ドルにすることに同意。2ヶ月に及ぶ準備期間中、無休で働いていたシュトロハイムは撮影が始まって数日後に倒れ、以後は健康管理に気を配った。シュトロハイムだけではなかった。サンフランシスコ湾の撮影でチェザーレ・グラヴィナは両側肺炎にかかった。そのシーンが編集でカットされてしまったのはシュトロハイムにとって屈辱だった。また、ハーショルトはピクニックでゴーランドと争うシーンで本当にノックアウトされ（これも編集でカット）、ピッツは市街電車に轢かれそうになった。
5月下旬、出来上がった映像を見たレアーはシュトロハイムを訪ね、「撮影所では再現できなかったであろう雰囲気、色、リアリズムを持っている」と伝えた。
もっともスタジオでまったく撮影しなかったわけではなく、歯科医ポッターの見習いをしていた頃の若きマクティーグのシーンはスタジオで撮り直した。奥手のマクティーグは恥ずかしくて若い婦人の歯を診ることができず、ポッターが引き継ぐというシーンだった。当初はわざとトリナに見えるよう、ピッツがメイクを変えて若い婦人を演じていたが、混乱するという会社からの指摘でシュトロハイムはリテイクに同意した。
マクティーグとマーカスが酒場で口論となり、マーカスが投げたナイフがマクティーグの顔のすぐ近くの壁に突き刺さるシーンでは、シュトロハイムは本当にナイフを投げさせようとした。しかしゴーランドが拒否。やむなく特殊撮影を使った。

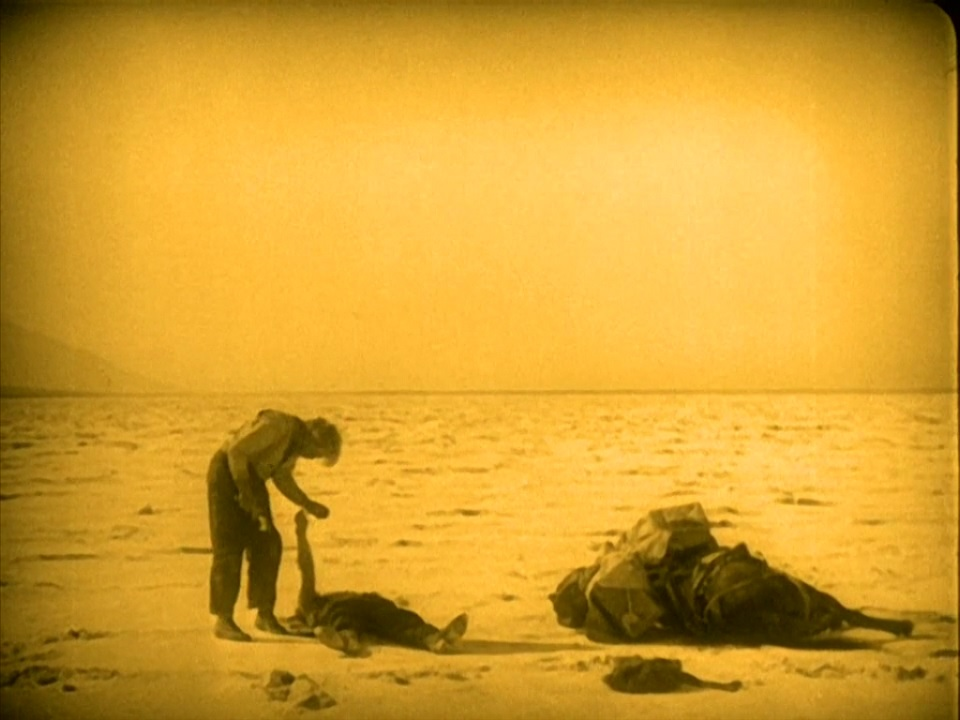
デスバレーでの撮影は酷暑の中、２ヶ月にわたって行われた

6月下旬にサンフランシスコでの撮影を終え、撮影隊はデスヴァレーに移動した。通常、ハリウッドで砂漠のシーンを撮る時はオックスナードの砂丘で撮影するのだが、シュトロハイムはここでも本物にこだわった。当時デスヴァレーには道路もホテルもガソリンスタンドも水道もなく、タランチュラ、サソリ、毒蛇がうじゃうじゃいた。人が住める最も近い場所は160kmも離れており、保険も適用外だった。そんな場所で真夏に2ヶ月間も撮影した。ゴーランドとハーショルトが髭を伸ばすには充分だったが、気温33〜72℃（実際のこの期間の最高温度は51℃）の中、熱中症にかかる者が絶えず、撮影隊43人のうち実に14人が病気となりロサンゼルスに搬送された。ハーショルトも撮影終了後1週間、内出血のため入院した 。ハーショルトによると撮影で体重は12kgも減り、水ぶくれもひどかったという。そのせいもあって、ハーショルトはこの映画が自分のベストだと語っている。
砂漠の中でハーショルトとゴーランドが死闘を繰り広げる場面で、シュトロハイムは「ファイト！　ファイトだ！君たちが私を憎むくらい君たちも憎み合え！」と大声で指示していた。シュトロハイムは撮影を通して俳優の気分を盛り上げるためミュージシャンを帯同させていた。デスヴァレーの撮影ではハーモニウムとヴァイオリン奏者に演奏させた。使われた曲はルッジェーロ・レオンカヴァッロにインスパイアされたオリジナル曲で、他には『主よ御許に近づかん』、『心と花』（テオドール・モーゼス・トバーニ作曲）、『Oh Promise Me』（レジナルド・デ・コヴン作曲、オペレッタ『Robin Hood』より）といった曲が演奏された。
9月13日にカリフォルニア州プレイサー郡に移動、1か月ほど続けられた。北斗七星金鉱採掘場は10年前に閉鎖されていて、シュトロハイムはゴールドウィン・カンパニーに撮影のため、借りて改修するよう頼んだ。ロケハンの時に知り合ったハロルド・ヘンダーソン（1890年代に採掘場で働いていた人の兄弟で、原作者ノリスのファン）に採掘場とアイオワ・ヒルの考証を任せた。さらにシュトロハイムはマクティーグの母親の葬儀シーンを撮るため地元の墓地の修復を希望したが、ゴールドウィン・カンパニーはこれを拒否した。採掘場内部の内部の撮影は午後9時から午前6時の間にかけて行われた。撮影監督のウィリアム・ダニエルズによると、それにより地下30ｍの場所が地下900mに見えたが、リアリズムにこだわるシュトロハイムは実際に地下900mでの撮影を主張していたという。
10月6日に撮影は終了。198日かかった。フィルムの尺数は8,500フィートという当初の予定を大幅にオーバーした446,103フィート、時間に換算して約85時間もあった。

### スタイル

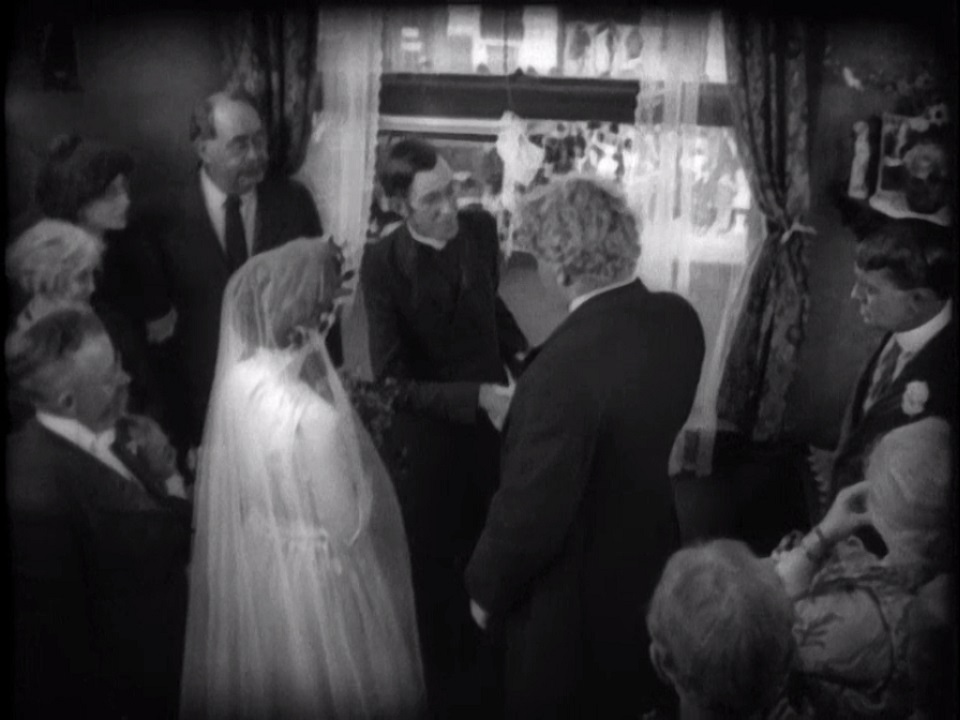
結婚式のシーン。照明の問題はあったがパンフォーカス技法が用いられている

シュトロハイムの伝記作家アーサー・レニングは、シュトロハイムの映画のスタイルをD・W・グリフィスと比較して、こう分析している。「第四の壁を通して演劇的に芝居を撮るグリフィスと異なり、シュトロハイムはいろいろな方向から違うアングルで撮影する。さらに、パンフォーカス、意識的に入れられた前景、効果的なカメラの動きも用いる」。撮影監督のダニエルズはとくに結婚式のシーンを誇りとしている。マクティーグとトリアの手前で結婚式が執り行われるその背後、窓の外を葬列が通りかかる場面。『市民ケーン』（1941年）の17年前にパンフォーカスが使われている。ロケーションであったため、ダニエルズは撮影所で使う放電灯ではなく白熱電球を使用した。「彼は男にはメイクは不要、ぴかぴかな壁はリアルな塗装に、窓ガラスも、セットや衣装の純白さもリアルにと主張した最初の人物だった……すべてがくすんだ茶色に塗られた」とダニエルズは後に語っている。なお、クレジットされていないがアーネスト・B・シュードサックがカメラ・オペレーターで参加している。
シュトロハイムはソビエト式のモンタージュ編集を好んだ。『グリード』でもクローズアップや、長回しに代わるカットの切り返しを多用している。鳥籠を狙う猫などでクロスカッティングが劇的な効果をあげている。1932年、映画理論家のアンドリュー・ブキャナンはシュトロハイムのことをモンタージュの監督と呼んだ。アンドレ・バザンはシュトロハイムのミザンセーヌの使い方を賞賛している。「演出について一つの簡単なルール。世界を生のまま撮ること、それにより、世界の残酷さと醜さが露わになる」。

### テーマ

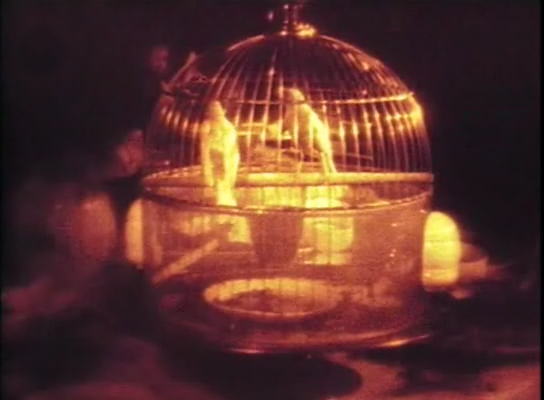
鳥籠の中のカナリア

フランク・ノリスの小説は、チャールズ・ダーウィンの影響を受けたエミール・ゾラの自然主義文学に属する。「自分ではどうにもできない、人間の運命は遺伝と環境によって決定づけられる」という自然主義文学の理念に基づき、努力して歯医者になったにもかかわらず、マクティーグは酔っ払いの父親の血を引いた、貧しい下層階級で育った人間として描かれる。1899年出版の『死の谷 マクティーグ』は、実際に起こった殺人事件から想を得ている。1893年10月、パトリック・コリンズという貧しい男が別れた妻サラを殺害し、金を盗んだ。サラは原作者フランク・ノリスの家族が融資していたLest Norris kindergartenに勤務していて、事件はその幼稚園で起きた。
シュトロハイムは原作の自然主義に則ってこの映画を演出しているが、カナリアに関しては象徴的な演出をしている。たとえば、結婚式でマクティーグがトリナにプレゼントしたり、猫に襲わせたり、ラストでは、鳥籠から解き放っている。マクティーグがカナリアを飼っているのは原作にある設定だが（鉱山では毒ガス探知にカナリアを用いるため）、シュトロハイムはそれ以上にカナリアをマクティーグと関連付け、意味をもたせている。

## 編集

### オリジナル版

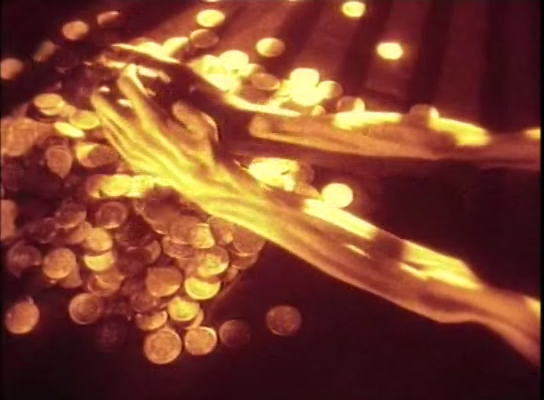
黄金色に着色されたカット

契約にはポストプロダクションの報酬は含まれていなかったが、シュトロハイムはフランク・ハルとともに編集作業に入り、数ヶ月かけてどうにかラフカットの段階まで漕ぎ着けた。シュトロハイムは契約にあった上映時間の上限を窮屈に感じていた。いくつかのシーンはHandschiegl Color Processで黄金色に着色した。オープニングの監督のクレジットは「Personally directed by Erich von Stroheim」とした。
1924年1月、ようやく完成した42リールのオリジナル版（時間に換算した場合、映写スピードによって7時間42分か9時間11分になる）の特別試写会が開かれた。会社の人間を除くと、見たのは記者のハリー・カー、映画監督のレックス・イングラム、女優のアイリーン・プリングルとカーメル・マイヤーズ、小説家のIdwal Jones、フランスの科学者Jean Bertin、あと、Joseph Jackson、Jack Jungmeyer、Fritz Tidden、Welford Beaton、Valentine Mandelstam、他1名の12人しかいない。見終わったJones、カー、イングラムはこれまでに見た映画の中でも最高の作品で、これより素晴らしい映画は作られることはないだろうと絶賛した。
多くの文献では、この52リール版は暫定的なラフカットであり、シュトロハイムは1924年3月18日までに24リールにまで編集することに決めたとしている。そして完成した24リール版（4時間24分か5時間15分）だが、ゴールドウィン社のプロデューサーはまだ長すぎると考え、もっとカットするよう求めた。シュトロハイムは友人で監督のレックス・イングラムにフィルムを送り、イングラムはグラント・ホワイトックに頼んだ。ホワイトックは『悪魔の合鍵』（1920年）でシュトロハイムと仕事をしており、シュトロハイムのスタイルとテイストに精通していた。ホワイトックは最初、結婚式の終わったところで分割し、8リールと7リールの2本の映画にしようと考えた。しかし出来上がったのは18リール版（3時間18分か3時間56分）だった。ホワイトックは不愉快と感じたザーコウとマリアのエイソードをまるまるカットしたが、プロローグを含むそれ以外のエピソードは残っていた。
ゴールドウィン社の重役たちは24リール版を気に入ったが、悲劇的な結末は興行的に難しいのではないかと心配した。一方、イングラムから送られた18リール版を見たシュトロハイムは、「もう1フレームでもカットしたら二度と君とは話さない」と返事した 。
そんな折、1924年4月10日にゴールドウィン社はメトロ・ピクチャーズとの合併に同意。あろうことか、会社はシュトロハイムの天敵とでもいうべきタルバーグを『グリード』の責任者に任命した。

### 公開版
MGMはジューン・マティスにさらなる短縮を命じ、マティスはジョセフ・W・ファーナムに編集を委ねた。ファーナムは第1回アカデミー賞で脚本字幕賞を受賞した人物で、『グリード』では「Such was McTeague」あるいは「Let's go over and sit on the sewer」といった字幕を駆使して強引に話をつなげた。こうしてファーナムは10リール（1時間50分）まで縮めた。シュトロハイムはもちろん憤慨し、傑作を台無しにしたとマティスを非難した。1928年に『奇妙な幕間狂言』（ユージン・オニール作）という4時間にも及ぶ戯曲が興行的に大成功を収めた時には、それ以前に『グリード』が製作されたことを嘆いた。
オリジナルカット版と公開版の大きな違いは、2つのエピソード（ザーコウとマリア、グラニスとミス・ベイカー）を削除したことである。タルバーグは『ロサンゼルス・タイムズ』で次のようにコメントしている。
これは貪欲――革新的な貪欲の物語だ。貪欲はトリナの内で徐々に大きくなり、最後には彼女を取り殺してしまう話だ。ところが屑屋の貪欲は強烈過ぎて、このテーマを阻害してしまうということに私は気がついた。街の小さなざわめきを汽笛がかき消すようなもので、屑屋の貪欲は彼女の貪欲を弱めてしまう。映画を台無しにしたくないから、私は屑屋の話を捨てて、テーマをより強固にした。
細かいところでは、マクティーグとトリナの幸せな結婚生活、二人が掘っ建て小屋に引っ越しするシークエンス、結婚前のトリナと家族、マクティーグの両親を描いたプロローグ、マクティーグの歯医者見習い時代、マクティーグとトリナがお互いを強く意識し合う示唆的かつ性的なクローズアップ、マクティーグが事件後にサンフランシスコとプレイサー郡を放浪するシーン、デスヴァレーの追加映像、お金を持つトリナの追加映像、トリナが貪欲に囚われてゆくより緩やかなヴァージョンがカットされた。

## 公開
『グリード』の公開は、1924年12月4日、ニューヨークのコロンバスサークルにあるCosmopolitan Theatre。この劇場の所有者はウィリアム・ランドルフ・ハースト。実は原作者のノリスは米西戦争の時、ハーストの下で海外特派員として働いたことがあった。ハーストは『グリード』を絶賛、これまで見た映画の中で最高だと称えた。MGMは広告をほとんどしなかったが、ハーストは自分の新聞でこの映画をプッシュした。シュトロハイムはその時ロサンゼルスにいて、新作『メリー・ウイドー』の製作に取り掛かっていた。

### 批評
- 『バラエティ』は公開から6日しか経ってない時点で、撮影に2年、製作費に70万ドル、130リールもかけて「興行的に完全な失敗作」[76]「素晴らしい演技、見事な演出、疑う余地のないパワー」は認めるが「商業映画として見た場合、長い時間見せられてただただ陰気で非常識なだけ」「楽しめない」[77]。
- 『Exceptional Photoplays』1924年12月・1925年1月号は、「これまで見た中で最も非妥協的な映画の一本。その無慈悲さ、その赤裸々なリアリズム、その汚さには既に非難の嵐が巻き起こっている。問題点は楽しい映画を作る気がなかったこと」[78]。
- 劇作家のロバート・E・シャーウッド（英語版）は『ライフ』で、MGMがカットしたことを擁護した。シュトロハイムについては「天才……だがストップウォッチは持つべき」[58]。
- ニューヨーク近代美術館のアイリス・バリーは、着色が気に入らず、「気持ち悪い黄味で汚れている」[58]。

といった否定的なレビューが多数を占める中、『ニューヨーク・ヘラルド・トリビューン』のRichard Watts Jr.は、「アメリカで生まれた最も重要な映画……『栄光』（マクスウェル・アンダーソン作）や『楡の木陰の欲望』（ユージン・オニール作）といった舞台劇に匹敵するドラマティックな芸術作品」といった好意的な批評をした。

### 興行成績
米国で224,500ドル、カナダで3,063ドル、その他の市場で47,264ドル、合計で274,827ドルの興収。シュトロハイムの伝記作家Arthur Lennigによると、MGMの記録では製作費は最終的に546,883ドル、別の伝記作家リチャード・コザースキによると665,603ドル。大失敗だった。

## レガシー
シュトロハイムは晩年、「私のすべての映画の中で、唯一『グリード』だけが思い通りに作れた映画。『グリード』だけが絶対的効力を有している」と語っていた。1950年にアンリ・ラングロワがシュトロハイムのために公開版の『グリード』を上映した際、シュトロハイムはこう述べた。「これは私にとっては死体発掘だ。埃の積もった棺桶を開けたら、ひどい悪臭と、背骨が数個に肩甲骨の一部が出てきたようなもの」「男の最愛の人がトラックに轢かれて見分けのつかないほどボロボロになったかのようだ。男は死体安置所まで彼女を見にゆく。もちろん、彼はまだ彼女を愛してるが、彼が愛せるのは彼女の思い出だけ……なぜなら、彼はもう彼女に見覚えがないのだから」。
1950年代初頭になって、ようやく『グリード』の再評価が始まった。1952年、イギリスの『サイト・アンド・サウンド』誌の映画史上ベストテンで、アンドレ・バザン、ロッテ・アイスナー、カーティス・ハリントン、Penelope Houston、Gavin Lambertらが『グリード』を推し、第7位に選ばれた（1962年には第4位）。ベルギー王立シネマテークが1978年に発表した「史上最も重要かつ誤解されたアメリカ映画」では『市民ケーン』『サンライズ』に次ぐ第3位。1991年、アメリカ議会図書館によるアメリカ国立フィルム登録簿にも「文化的、歴史的、美的に重要」として保存されることが決まった
他にも『グリード』を支持してきた人々を列挙すると、セルゲイ・エイゼンシュテイン、ジョセフ・フォン・スタンバーグ（「みんなが『グリード』に影響された」）、ジャン・ルノワール（「映画の中の映画」）、エルンスト・ルビッチ、ギレルモ・デル・トロ（「今後数十年にわたり映画に影響を与えることになる記念碑的寓話」）、スーザン・ソンタグ（好きな映画の1本に『グリード』を挙げている）、など。

### 復元
『グリード』のノーカットバージョンを復元する試みは1958年から始められた。ブリュッセル万国博覧会においてベルギー王立シネマテークは『グリード』を映画史上最高の12本の一つとし、同時に、シュトロハイムの未亡人デニス・バーナックが所蔵していたシュトロハイム個人のコピーから起こした『グリード』のオリジナル・ノーカット台本を出版した。1972年、それを受けてHerman G. Weinbergが『The Complete Greed of Erich von Stroheim』を出版。この本にはこれまで公開されていなかったノーカット版のスチル写真が400枚収録されていた。Turner Entertainmentはそれらを含めた650枚以上のスチル写真と既存の映像を組み合わせたレストア版を完成させた。